# Marisa Roesset Velasco
Marisa Roesset Velasco, también escrito Roësset (Madrid, 1904-1976), fue una pintora española figurativa del siglo XX.

## Trayectoria vital y artística

### Formación
Nació en Madrid el 6 de marzo de 1904 en el seno de una familia de pintoras, escultoras y literatas que tenían gran prestigio intelectual en el Madrid de la época. Su tía era la pintora María Roësset Mosquera y sus primas la escultora Marga Gil Roësset y la editora Consuelo Gil Roësset. Por línea materna es prima de la pintora Rosario de Velasco. Su padre fue Eugenio Julio Roësset Mosquera, hermano de la pintora MaRo, como era conocida María Roësset Mosquera.
Así, comenzó a pintar desde muy niña bajo la supervisión de su tía. Ya con catorce años pintó un autorretrato al pastel y varias acuarelas con una técnica depurada. Se formó posteriormente en la Escuela de Bellas Artes de San Fernando: allí tuvo por profesores a Fernando Álvarez de Sotomayor, José María López Mezquita y Daniel Vázquez Díaz, compartiendo aulas con Salvador Dalí, Victorina Durán o Lucía Sánchez Saornil, entre otros.

### Éxito profesional
En 1924 concurrió a la Exposición Nacional de Bellas Artes, logrando una tercera medalla con un Autorretrato en el que se muestra con una imagen de modernidad que la caracterizó a lo largo de su carrera hasta 1939; dicho cuadro fue adquirido para el Museo de Arte Moderno. En 1926 concurrió con los lienzos Mi hermano y yo y Hanny y Gucki, que fueron destacados por la crítica. Realizó su primera exposición individual en el Lyceum Club Femenino, aunque no era socia. Exhibió veintiuna obras fechadas entre 1922 y 1926, logrando un gran éxito. En 1928 participó en una muestra colectiva de dedicada a los «Autorretratos». En 1929 expuso en el Palacio de Bibliotecas y Museos Nacionales de Madrid (hoy Biblioteca Nacional) junto a la pintora Gisela Ephrussi. Participó en la Exposición Internacional de Barcelona con Reposo y en el Salón de Otoño con Campesinos de Ávila. En 1931 envió obra suya al concurso de Pintura, Escultura y Grabado organizado por el Círculo de Bellas Artes de Madrid. Hasta el estallido de la Guerra Civil siguió participando en las Exposiciones Nacionales de 1930, 1932, 1934 y 1936.
Desde 1924 hasta 1936 se pueden encontrar en la prensa (Blanco y Negro, El Sol, Crónica, El Imparcial, El Heraldo de Madrid y Estampa, entre otros) abundantes reseñas de ella, fotografías, entrevistas y artículos críticos de extensión.
Abrió una escuela de pintura donde formó a una futura generación de artistas, como Menchu Gal. A su vez, Marisa Roesset se matriculó en la Escuela Superior de Pintura, Escultura y Grabado. Ese mismo año realizó otra exposición individual en la Asociación de Artistas Vascos en Bilbao.

### Tras la Guerra Civil
En 1939 participó en Vitoria en la Exposición Internacional de Arte Sacro, que tenía como objetivo la exaltación de los «héroes caídos por la patria» del bando franquista, junto a Rosario de Velasco, entre otras. Colaboró como ilustradora en la Revista Y de la Sección Femenina.
Presentó obras en la exposición del Women´s International Art Club de 1947.  También en ese año participó en la Exposición de Arte Español de Buenos Aires (Argentina), junto a Teresa Condeminas, Menchu Gal, Delhy Tejero, entre otras.
Desde 1938 vivió discretamente una relación lesbiana con la fundadora de la Escuela Superior de Canto de Madrid, Lola Rodríguez Aragón, con la que convivió y a la que dejó su obra pictórica a su muerte, acaecida en 1976 a consecuencia del cáncer. Rodríguez Aragón creó un museo y quiso hacer un patronato para donarlo al Estado español pero murió antes de poderlo crear.
La obra de Marisa Roesset forma parte de las colecciones del Museo de Arte Moderno de Barcelona, de la Escuela de Canto de Madrid y del Museo del Prado, entre otras instituciones. Al tratarse de muchos autorretratos, también está en colecciones particulares.

## Estilo
Cultivó el retrato y los temas religiosos. No perteneció a ninguna corriente artística específica, manteniendo una identidad propia. Pintó más de una decena de autorretratos entre los que se incluyen lienzos en las que aparece con su hermano o sus alumnas, a las que también pintó en repetidas ocasiones.
En sus primeros cuadros se acercó a la estética del dandismo, sin llegar a abrazarla tan radicalmente como sus contemporáneas Hannah Gluckstein, Tamara de Lempicka o Romaine Brooks. Dejó constancia en sus retratos de mujeres de la cambiante y diversa identidad femenina de las primeras décadas del siglo XX.
Se puede observar tres etapas en su producción:
- La primera etapa, hasta 1930 está caracterizada por la figuración ejecutada con pincelada suelta y una gama cromática de colores fríos. Influida por Daniel Vázquez Díaz, fue una etapa de experimentación continua.
- La segunda, lejos de la influencia de Vázquez Díaz, se caracterizó por una pincelada más sutil de figuras inmersas en atmósferas menos visibles. El tema predominante fue el religioso.
- Tras la Guerra Civil, comienza su tercera etapa. Su lenguaje pictórico es más académico y de gran destreza técnica. Predominó la temática religiosa y retratística.[7]

## Galardones
- Exposición Nacional de 1924, tercera medalla por su Autorretrato.
- Exposición Internacional de 1929, Barcelona, tercera medalla por Reposo.
- Exposición Nacional de 1941, tercera medalla por La Anunciación.[1]